# Camp David
Camp David (původním názvem Laurel Lodge, později Šangri-La) je letní a víkendové sídlo prezidenta USA a jeho rodiny. Leží v Marylandu v USA v pohoří Catoctin. Slouží též jako místo setkávání amerických prezidentů se zahraničními státníky a dějiště mezinárodních jednání a konferencí.

## Historie
Počátek tohoto srubu jako prezidentského sídla sahá do 40. let.  Po začátku druhé světové války měla tajná služba obavy o prezidenta Roosevelta, který trávil volno na své jachtě, a hledala vhodnější místo v horách na souši. To našly v Catoctinském horském parku. Krátce poté, co se prezident Roosevelt nastěhoval, změnil název na Šangri-lá. Současný název zavedl Dwight David Eisenhower jako poctu svému otci a vnukovi, kteří oba nesli jméno David. Celý areál prošel rozsáhlou modernizací za vlády Richarda Nixona.
Britští premiérové, jakožto blízcí spojenci Ameriky, sem jezdili od samého začátku. Za doby studené války zde rovněž pobýval Nikita Chruščov jako první vůdce Sovětského svazu, který navštívil USA. J. F. Kennedy tu roku 1962 hledal řešení kubánské krize. 26. března 1978 zde byla podepsána separátní mírová smlouva mezi Egyptem a Izraelem, uzavřená pod patronací prezidenta Cartera. V červenci 2000 zde proběhly rozhovory s předáky Izraele a Palestiny, Ehudem Barakem a Jásirem Arafatem. 

## Galerie

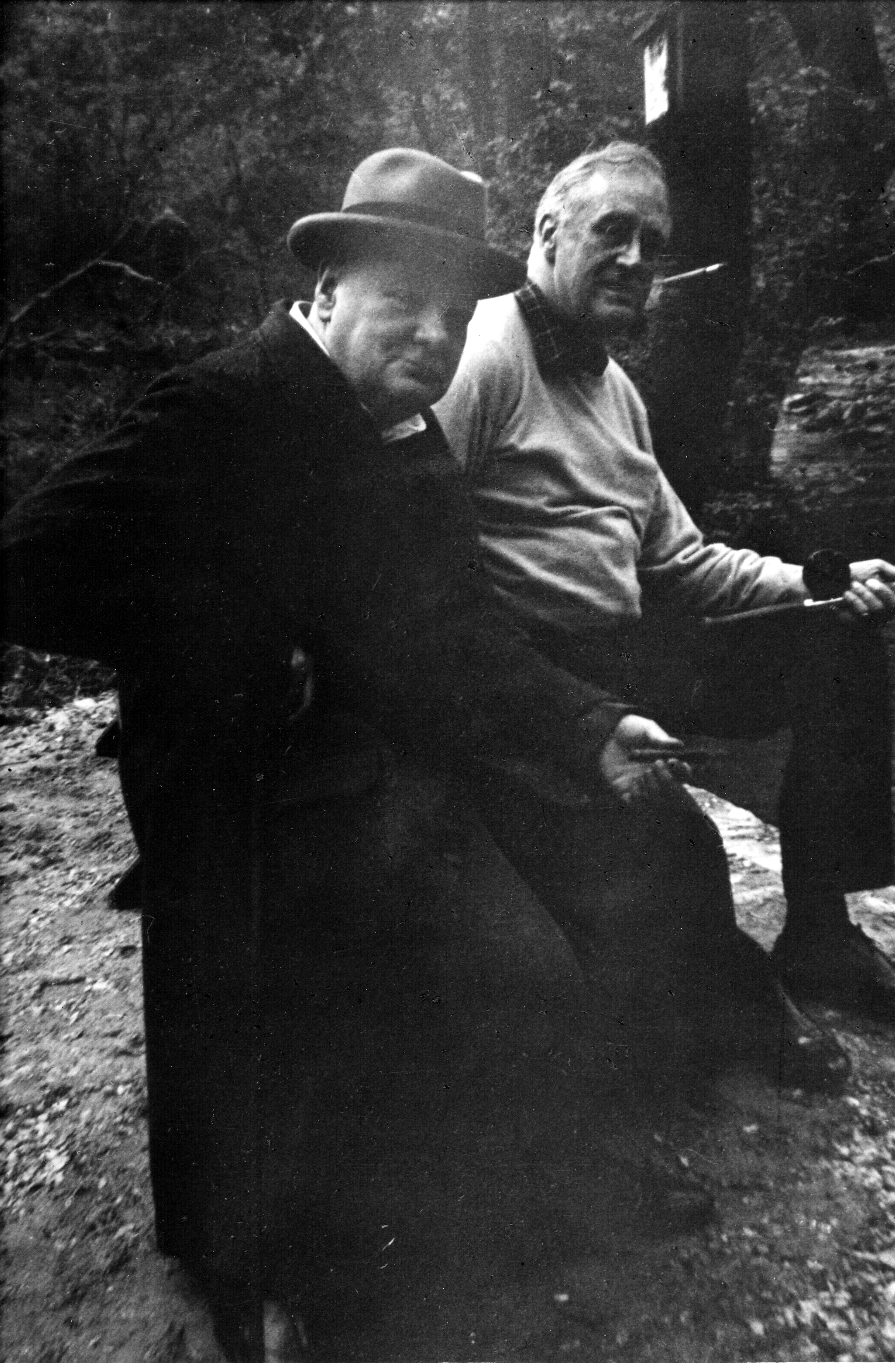
Franklin Roosevelt a Winston Churchill v Šangri-lá, květen 1943
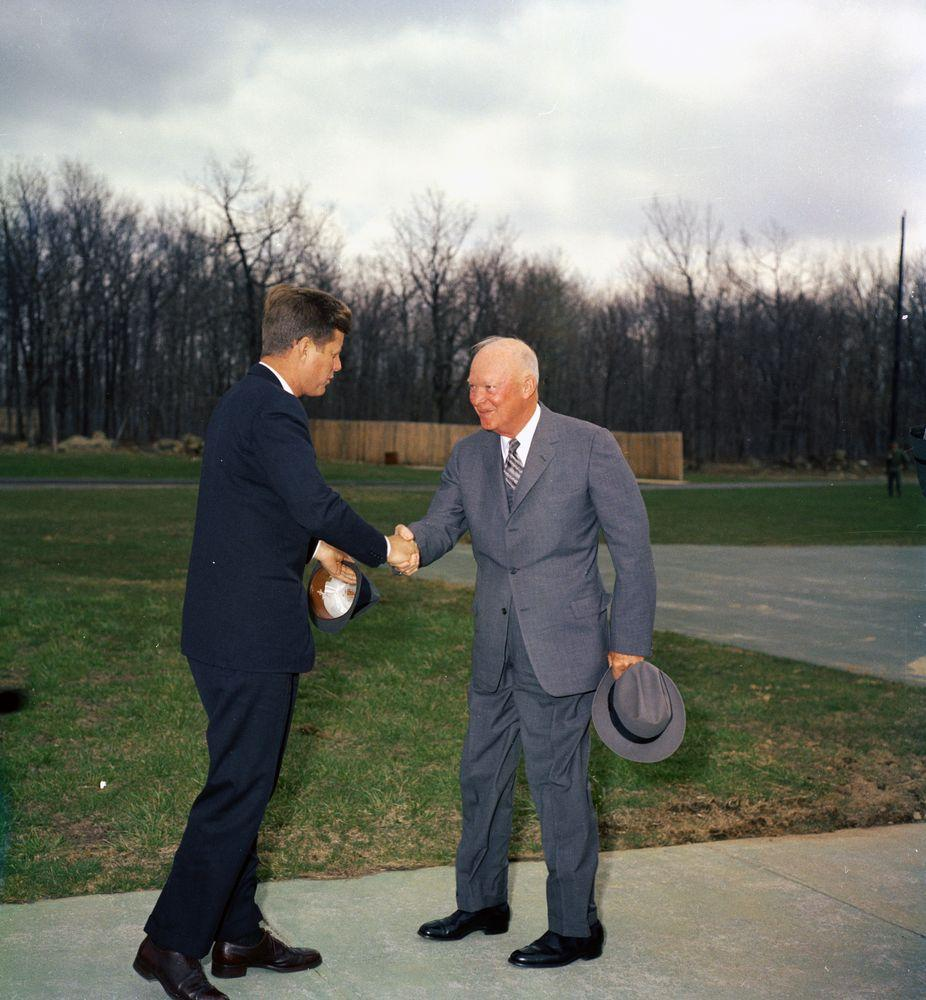
John F. Kennedy a Dwight D. Eisenhower, v Camp Davidu, 22. dubna 1961
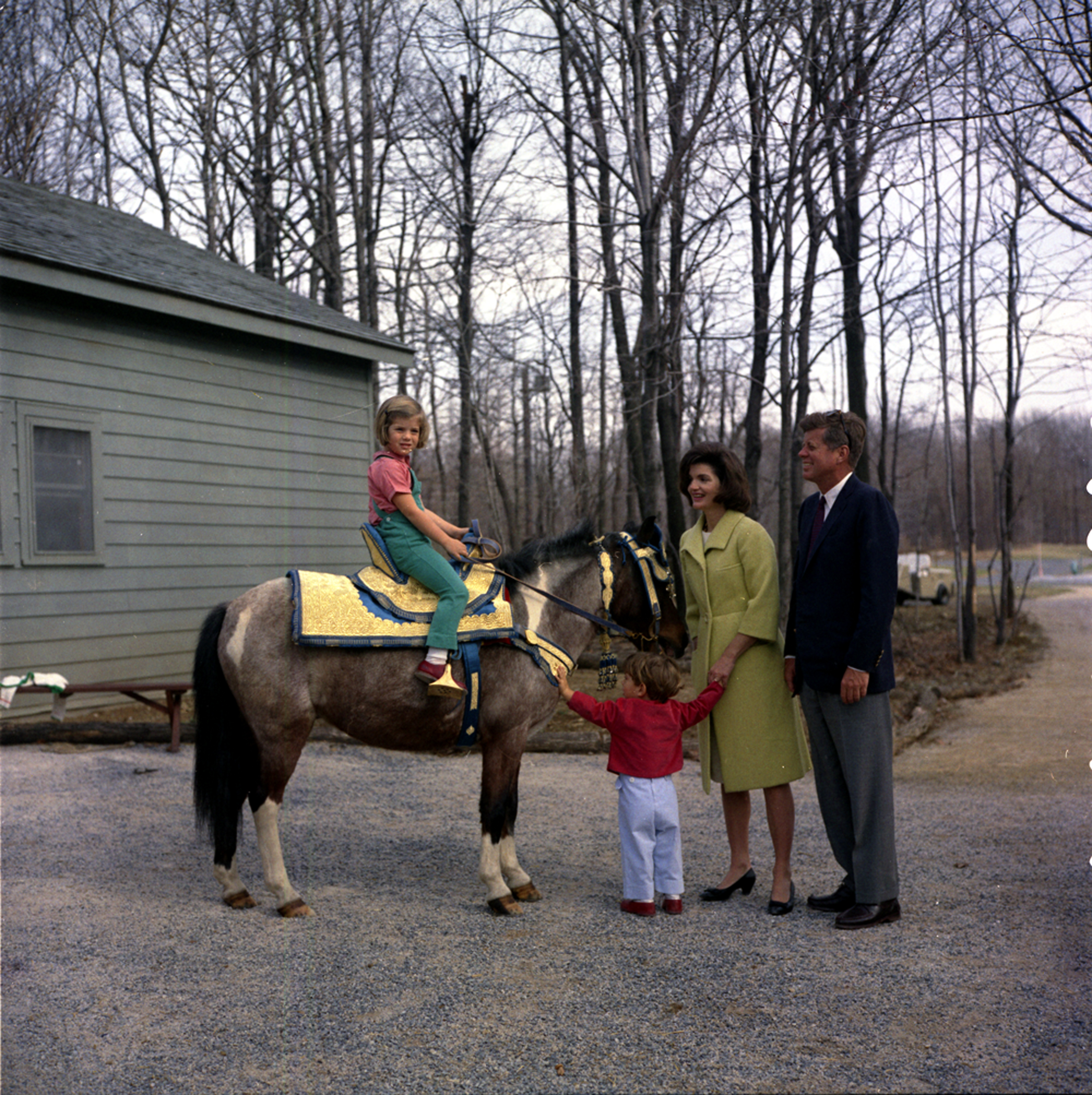
J. F Kennedy s rodinou v Camp Davidu, 31. března 1963
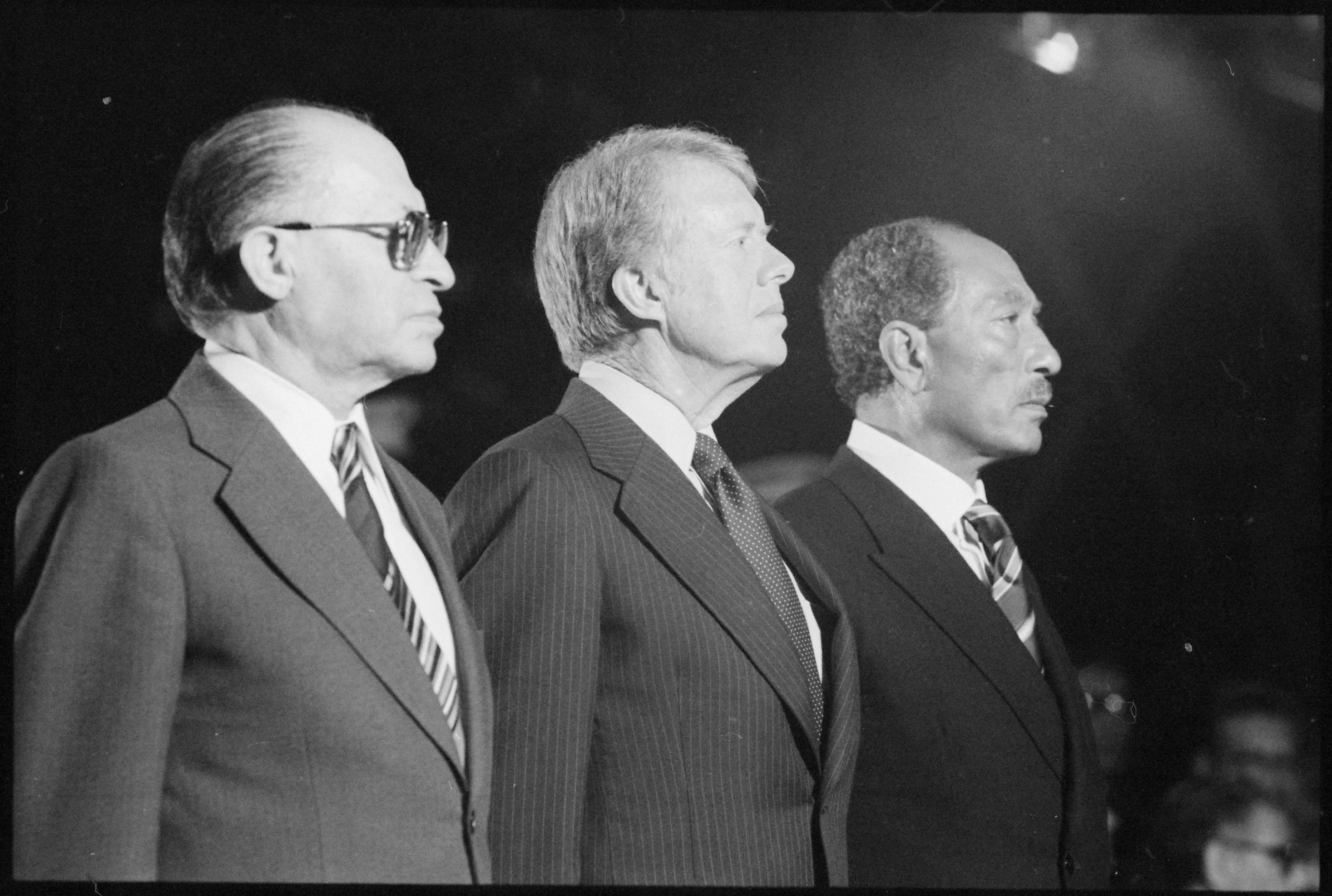
Aktéři dohod z Camp Davidu, zleva: Menachem Begin, Jimmy Carter a Anvar as-Sádát, 7. září 1978
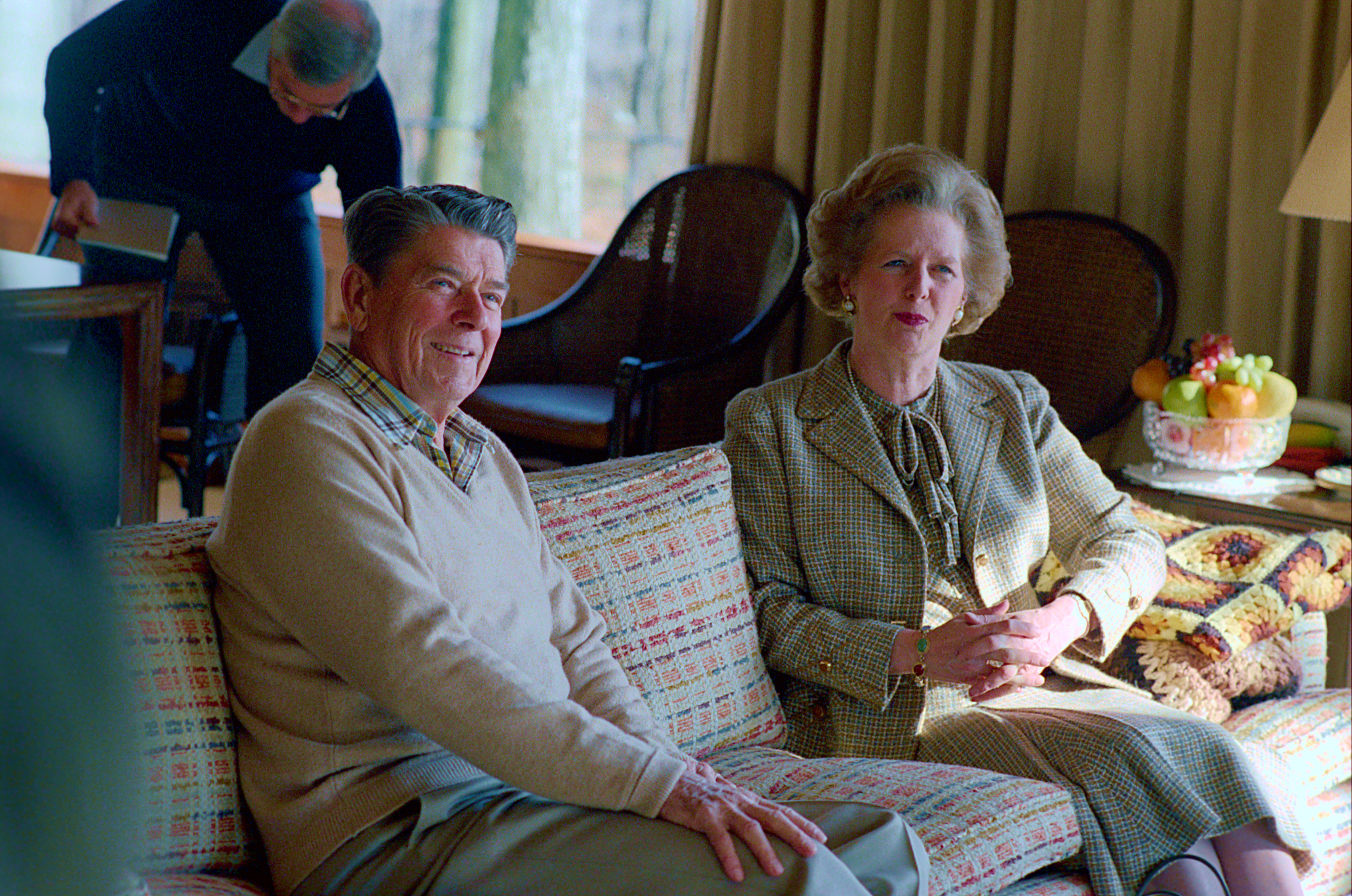
Ronald Reagan a Margaret Thatcherová v Camp Davidu, 22. prosince 1984
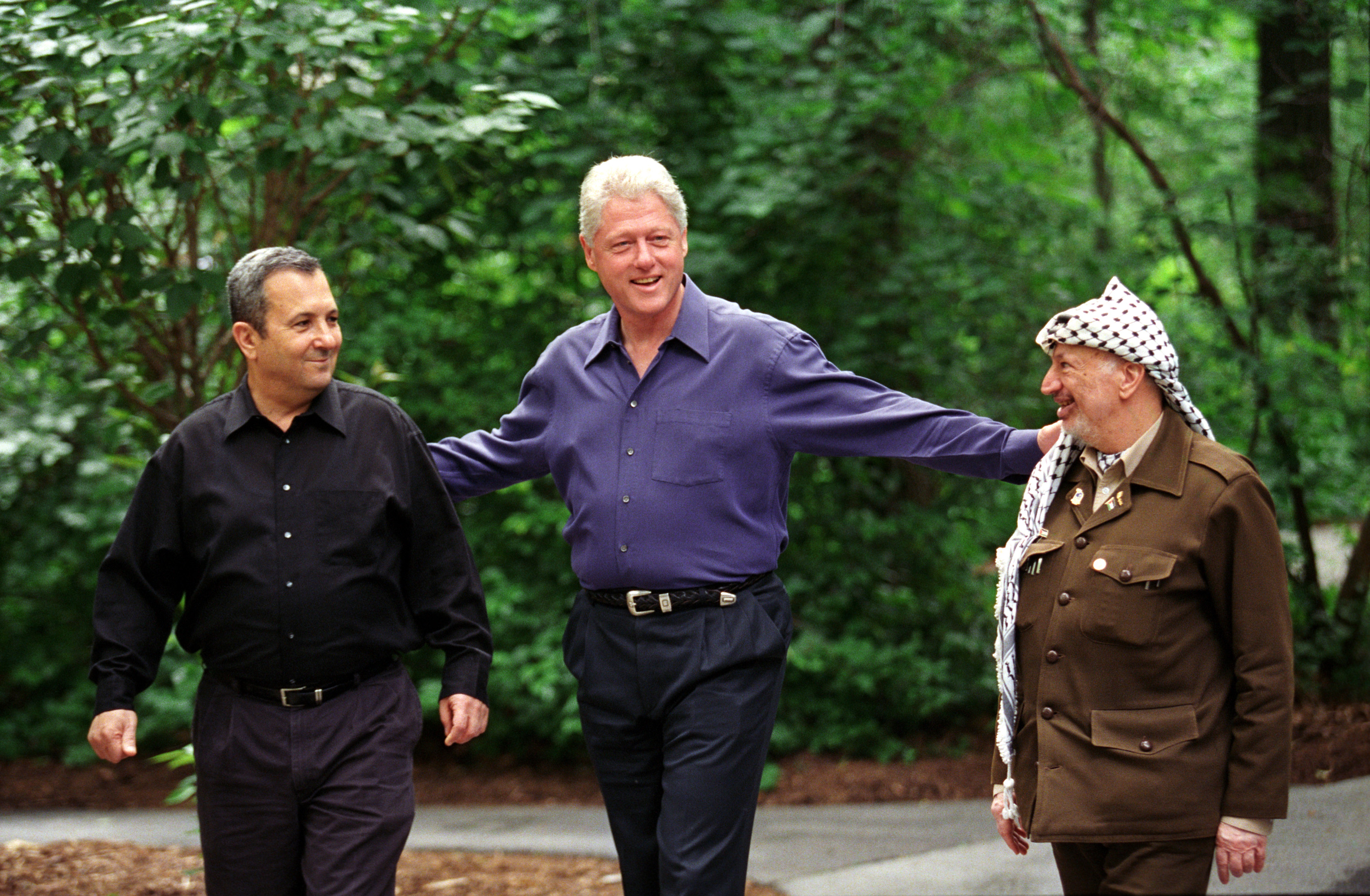
Zleva: Ehud Barak, Bill Clinton a Jásir Arafat v Camp Davidu, 11. července 2000
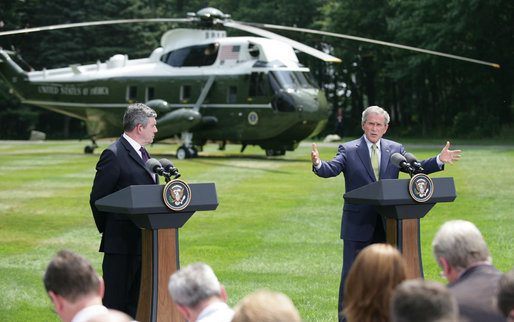
George W. Bush mladší (vpravo) a Gordon Brown (vlevo) na zahradě Camp Davidu, 30. července 2007 (v pozadí Marine One)
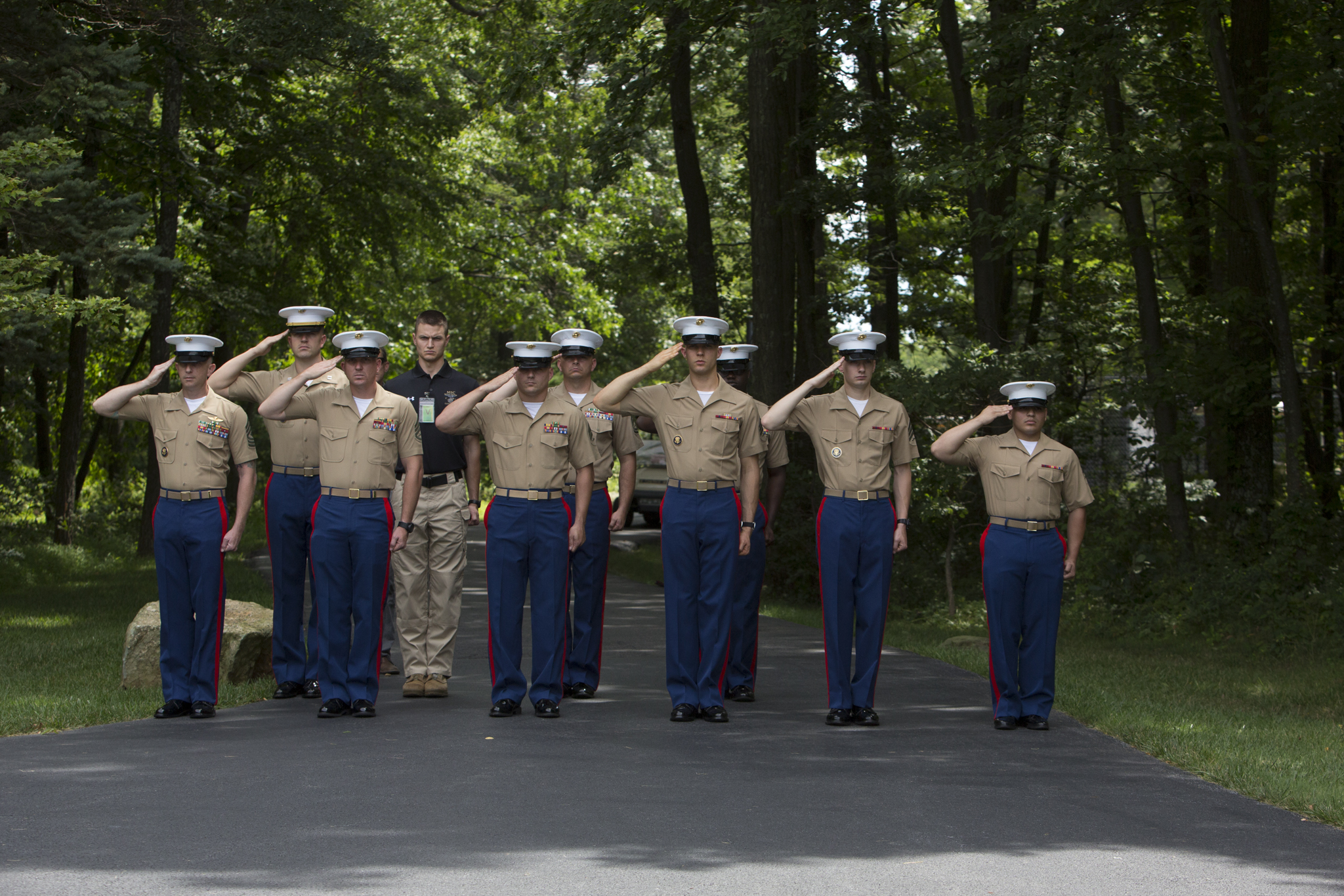
Příslušníci Námořní pěchoty v Camp Davidu, 18. srpna 2017
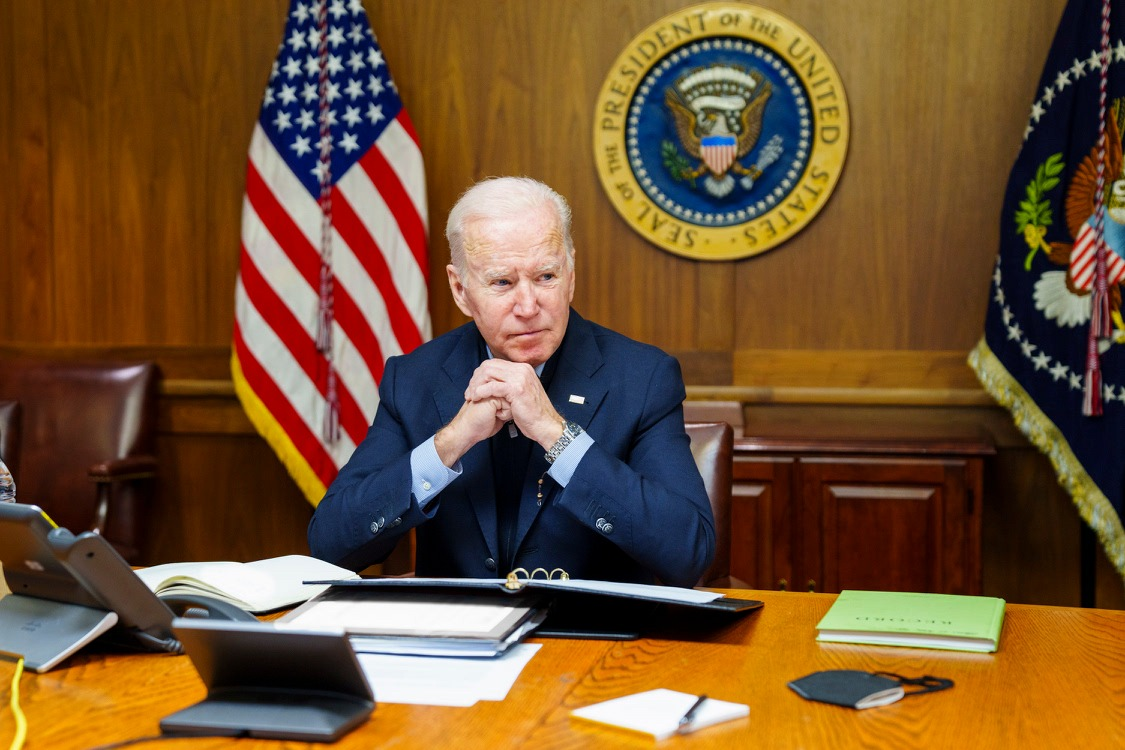
Joe Biden v Camp Davidu, 12. února 2022